# Kolt

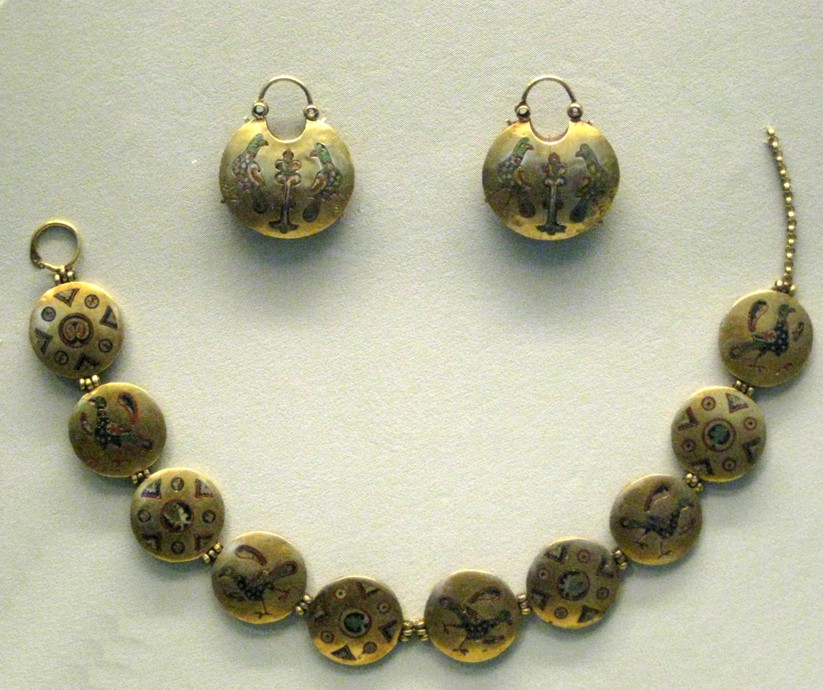
Una coppia di kolt con due uccelli che fiancheggiano l'albero della vita e una ryasna, una catena di medaglioni, rinvenute nel 1842 nella (o nei pressi della) Chiesa delle Decime a Kiev. Smalto cloisonné su oro. XII secolo.

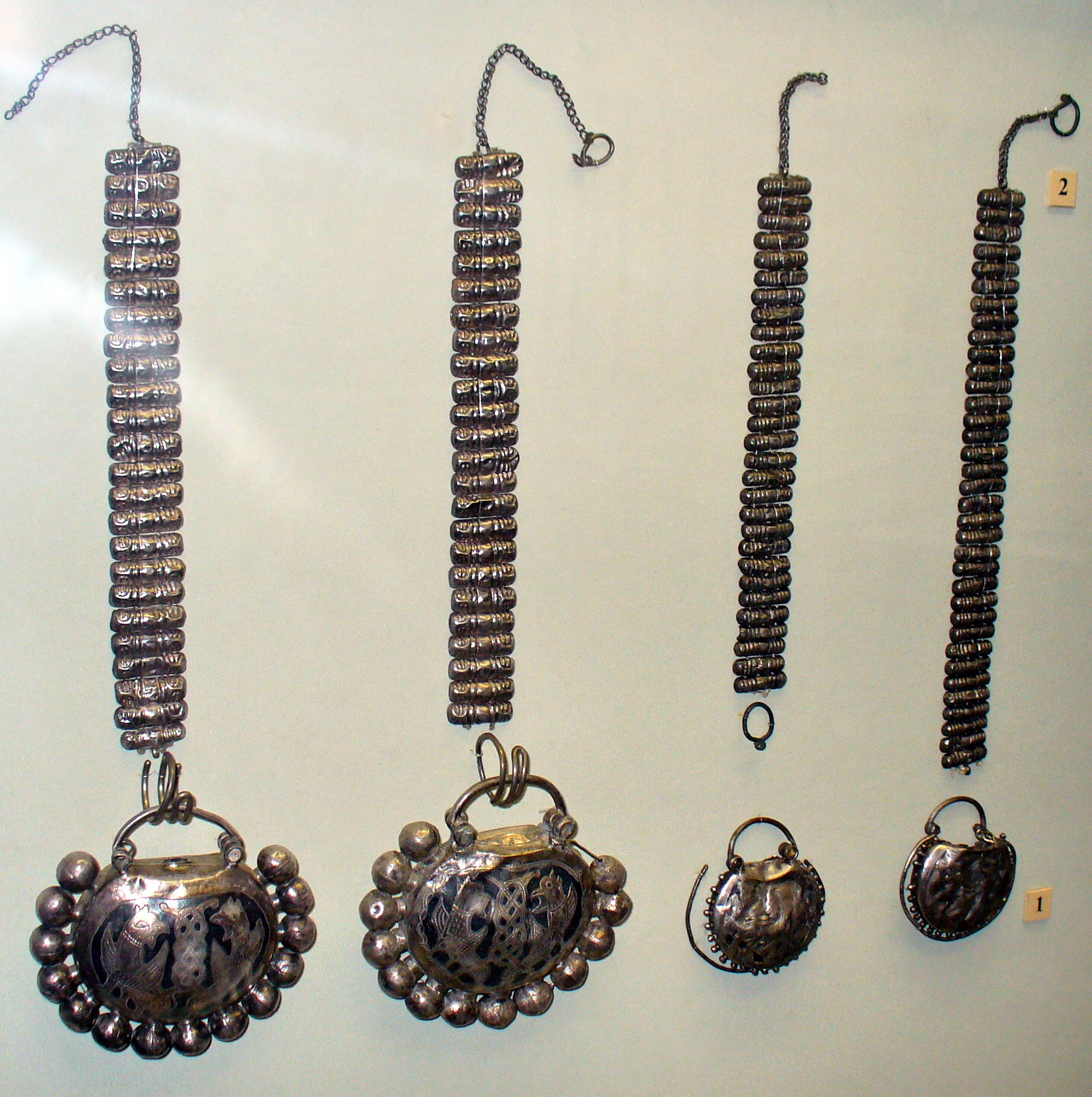
Kolt trovati a Nizovka, Chernihiv Oblast. XII secolo.

Il Kolt o kolty era un accessorio facente parte di un copricapo femminile, appeso a una ryasna in corrispondenza di entrambe le tempie come simbolo della ricchezza della famiglia di appartenenza, diffuso nell'XI-XIII secolo nell'antica Rus '. Consisteva in un paio di conchette di metallo, unite per formare un medaglione cavo o una stella che, presumibilmente, conteneva un pezzo di stoffa, impregnato di fragranze.

## Origine
L'origine della parola kolt è sconosciuta. Il termine divenne ampiamente diffuso alla fine del XIX secolo nel corso di indagini etnografiche. Secondo una versione deriverebbe dalla parola kovtiki (in ucraino ковтки?), che significa orecchini, così come nei dialetti ucraini occidentali koltok (колток). In un dialetto di Novgorod la parola koltki significa, similmente, "pendenti per orecchini", e venne citata anche nel documento di corteccia di betulla n. 644, rinvenuto a Novgorod e risalente alla Repubblica di Novgorod.